# Serafina Javierre
Serafina Javierre Mur (Tarragona, 24 de mayo de 1901 - Zaragoza, después de 1971) fue una bibliotecaria y archivera española, estudiosa de la filología aragonesa y defensora de la lectura pública como instrumento para la mejora de la sociedad.

## Trayectoria
Javierre se tituló como profesora mercantil en la Universidad de Zaragoza. En esta misma institución y junto con la también bibliotecaria Matilde Moliner Ruiz (hermana de María Moliner) colaboró en el primer Estudio de Filología de Aragón. En 1933, ingresó en el Cuerpo Auxiliar Archivos, Bibliotecas y Museos y fue destinada al Archivo Histórico y de la Audiencia Territorial de Zaragoza.
Durante la guerra civil española, Javierre trabajó activamente en el Servicio de Lecturas del Soldado de la Biblioteca de la Universidad de Zaragoza promovido por su hermana Áurea Javierre, también archivera. También participó en el Servicio de información de heridos del Hospital de la Cruz Roja. 
En 1939, colaboró con el Servicio de Lectura del Patronato Provincial de Archivos, Bibliotecas y Museos de Zaragoza, momento desde el que comenzó a realizar actividades de promoción de la lectura durante varios años junto a su hermana. Terminada la guerra, se le abrió un expediente pero finalmente no se le llegó a aplicar ninguna sanción y se cerró el expediente en el 31 de mayo de 1940.
Las hermanas Javierre, aunque no estuvieron afiliadas a ningún partido político, mostraron una postura "feminista católica de corte aragonesista y conservador". Su carrera profesional se desarrolló en el Archivo de la Audiencia de Zaragoza hasta 1968, fecha en la que se trasladó al Servicio de Depósito Legal.
Javierre se jubiló en 1971 en Zaragoza.